# Stade Hristo Botev (Plovdiv)
 (mars 2025).
Si vous disposez d'ouvrages ou d'articles de référence ou si vous connaissez des sites web de qualité traitant du thème abordé ici, merci de compléter l'article en donnant les références utiles à sa vérifiabilité et en les liant à la section « Notes et références ».
Le Stade Hristo Botev (en bulgare : Стадион Христо Ботев) est un stade de football situé à Plovdiv, en Bulgarie et construit en 1961.
Il accueille notamment les matchs du PFC Botev Plovdiv évoluant actuellement en première division du Championnat de Bulgarie.

## Histoire
Le stade est inauguré le 14 mai 1961 lors du match amical entre le PFC Botev Plovdiv et le FC Steaua Bucarest.